# Крекінг-установка у Пернісі
Крекінг-установка у Пернісі — колишнє нафтохімічне виробництво на західній околиці роттердамської агломерації.
По завершенні Другої світової війни почався активний розвиток нафтопереробного заводу компанії Shell у Пернісі, потужність якого між 1945 та 1969 роками зросла з 1 до 25 млн тонн. З 1967-го вироблений ним газовий бензин (naphtha) споживала введена в експлуатацію на тому ж майданчику установка парового крекінгу потужністю 135 тисяч тонн етилену на рік (друге підприємство такого типу в історії нафтохімічної промисловості Нідерландів після піролізного виробництва у Гелен).
Через запущений в тому ж 1967-му етиленопровід Роттердам — Тернезен зазначений олефін постачався на майданчик компанії Dow Chemical у Тернезені. Втім, на останньому вже за два роки ввели у експлуатацію власну установку піролізу. Зате в 1970-му з'явилась перемичка між лінією на Тернезен і Антверпеном, що дало вихід до утвореного тут нафтохімічного хабу, до якого невдовзі під'єднали етиленопровідну систему ARG.
У 1980-х через високі ціни на нафту в Європі закрилось декілька піролізних виробництв, до яких відносилась і установка в Пернісі, зупинена в 1981-му. При цьому можливо відзначити, що на майданчику перніського НПЗ триває продукування одного з олефінів — пропілену, який фракціонують із газів нафтопереробки. Станом на 2017 рік потужність цього виробництва складала 250 тисяч тонн на рік.